# Hades
«Hades» (укр. «Аїд») — відеогра жанрів roguelike і Action/RPG, розроблена і випущена американською студією Supergiant Games. Гра була випущена в ранній доступ в 2018 році як тимчасовий ексклюзив для запущеного тоді ж сервісу Epic Games Store; повна версія для Microsoft Windows, macOS і Nintendo Switch була випущена в 2020 році.
Сюжет гри оснований на давньогрецькій міфології: головний герой Загрей, син Аїда, намагається втекти з підземного царства мертвих і дістатися до гори Олімп; на цьому шляху йому допомагають боги-олімпійці, які посилають Загрею дари. У кожному проходженні гравець повинен подолати серію згенерованих випадковим чином кімнат з ворогами і нагородами; у разі смерті Загрей повертається на сам початок шляху, хоча гравець може витратити зібрані за час проходження скарби на поліпшення характеристик або розблокування нових видів зброї. Численні проходження «Hades» зв'язуються воєдино різноманітними сценами і діалогами.
«Hades» отримала винятково високі оцінки критики; оглядачі відзначали як захопливий ігровий процес і високу реграбельність, так і опрацьованих персонажів і світ. Вона також домоглася комерційного успіху — продажі перевищили мільйон копій.

## Ігровий процес

Загрей бореться з ворогами в Тартарі

«Hades» використовує двовимірну графіку в ізометричної проєкції; керований гравцем герой — бог Загрей — завжди перебуває в центрі екрану. У кожному проходженні гравець намагається пройти крізь довгу послідовність кімнат; при цьому порядок кімнат, вороги що з'являються в них і нагороди визначаються випадковим чином, так жодне проходження не повторює попереднє. У грі представлені чотири «середовища» або області царства мертвих, в кожній з яких гравець стикається з новими ворогами і небезпеками: Тартар, Асфодел, Елісій і Храм Стіксу.
У битвах із ворогами Загрей використовує різну зброю на зразок меча чи лука. Кожна зброя має кілька видів атак. Окремо використовується спеціальна атака, шкала якої поступово заповнюється. Після перемоги над усіма ворогами в кімнаті Загрей отримує відповідну нагороду і може перейти в наступну кімнату. Піктограми на дверях, що ведуть в наступні кімнати, вказують, яка нагорода в них чекає; персонаж може пройти тільки в одні двері з декількох, повернутися назад не можна.
Найбільш цінними нагородами є дари олімпійців — посилення або нові здібності, тематично пов'язані з певним богом: наприклад, Зевс, що повелеває блискавками, може дарувати здатність вражати ворогів електричним розрядом. Якщо здоров'я Загрея впаде до нуля, він «помре» і буде повернений до палацу Аїда; при цьому всі дари олімпійців, отримані в останньому проходженні, будуть втрачені.
У проміжках між проходженнями Загрей може досліджувати палац Аїда. Тут гравець може отримати нову зброю, використовувати знайдені в проходженні ключі і кристали, щоб розблокувати постійні поліпшення для Загрея або гарантувати появу в наступних прохожденнях певних кімнат і предметів. Загрей також може взаємодіяти з різними мешканцями царства мертвих — з діалогів з ними будується крізне оповідання, що пов'язує один з одним численні проходження; Загрей може отримати таким чином завдання з додатковими нагородами. Самоцвіти, що заробляються впродовж подорожей, витрачаються на прикрашання та вдосконалення царства Аїда. Деякі деталі суто косметичні, тоді як інші приносять вигоду. Наприклад, гарантують, що лікувальні фонтани працюватимуть краще, або з'явиться мінігра з рибалкою. Окремо як нагороду чи скарби можна отримати монети, за які в Харона купуються корисні предмети. Кімнати з Хароном трапляються випадково і в них немає ворогів.
Взаємодія з неігровими персонажами будується випадковим, процедурних чином — щоразу, коли гравець в черговому проходження взаємодіє з тим або іншим неігрових персонажем, гра випадковим чином вибирає для діалогу одну з безлічі заздалегідь заготовлених тем, але при цьому враховує контекст.

## Сюжет
Загрей, син Аїда, намагається втекти з підземного царства мертвих, де панує його батько, і дістатися до гори Олімп. Аїд перешкоджає цим спробам, посилаючи за ним різних мешканців царства мертвих — як пересічних грішників, так і видніших представників давньогрецької міфології; серед них колишня кохана Загрея Мегера, кістяна Лернейська гідра, Танатос, Кербер. Царство Аїда поділене на низку зон. Наприкінці Тартару Загрея намагається зупинити Мегера чи її сестри. На залитих лавою Асфоделевих луках вихід охороняє гідра. В Елісії Загрей бореться на арені проти Тесея з Мінотавром. У Храмі Стіксу вихід перепиняє Кербер, але Загрей знаходить для нього подарунок у навколишніх тунелях і пес пропускає його на засніжену поверхню. Там героя чекає сам Аїд. У втечах Загрею допомагають олімпійські боги, посилають Загрею різні дари, а також дружні мешканці царства мертвих — наприклад, Сізіф, Еврідіка або Патрокл.
У міру розвитку сюжету Загрей з'ясовує, що його справжньою матір'ю була богиня Персефона, чиє ім'я в царстві мертвих під забороною. Після першої перемоги над Аїдом Загрей вибирається на поверхню землі і зустрічається з матір'ю, але виявляє, що прив'язаний до підземного царства мертвих і на поверхні стає смертним; Персефона, у свою чергу, відмовляється повернутися на Олімп. Персефона покинула царство Аїда, оскільки її з Аїдом син Загрей з'явився на світ мертвим; лише пізніше завдяки богині Нікс він отримав життя. У підсумку Загрею вдається переконати матір повернутися в царство мертвих і возз'єднати батьків один з одним; Аїд, маючи повагу до сина, дозволяє йому відновити втечі і повернення, та тепер уже для пошуку вразливостей в охороні царства мертвих.
В епілозі Персефона примирюється з богами-олімпійцями, запросивши їх на бенкет у палаці Аїда; її відмову повертатися на Олімп пояснюють тим, що Персефона з'їла насіння священного граната і внаслідок цього може покинути царство мертвих лише на кілька місяців у році. Хоча цей привід не відповідає дійсності, олімпійці приймають його без заперечень, щоб між богами міг настати мир.

## Розробка

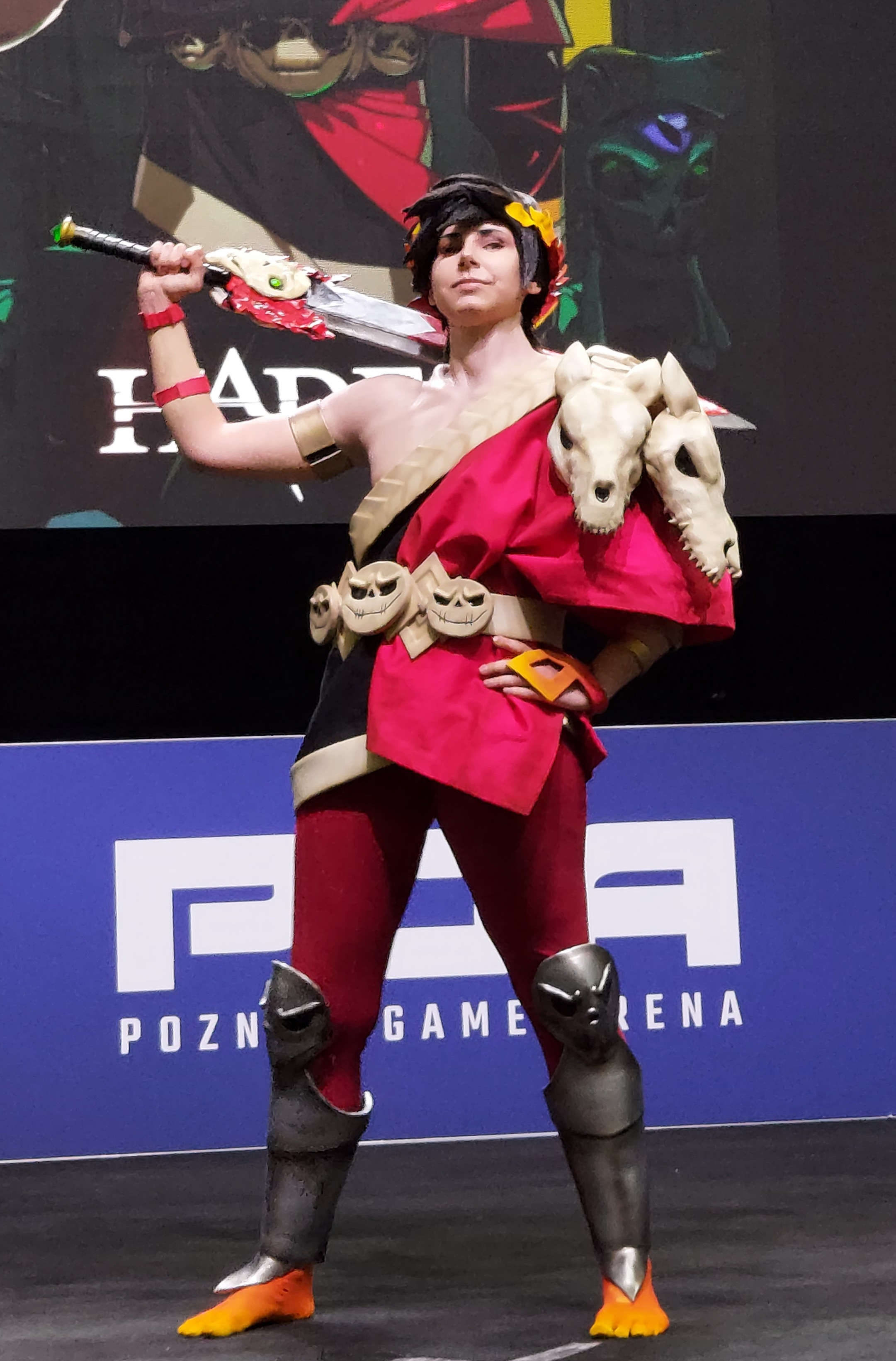
Косплей головного героя

### Створення концепції
Supergiant Games приступила до планування та розробки «Hades» відразу ж після випуску своєї попередньої гри «Hades» (2017). У той час як розробка попередніх ігор студії — «Bastion», «Transistor» і «Hades» — будувалася як кінцевий процес, який закінчується випуском гри, відправною точкою для «Hades» стала концепція «розширеної» гри, яку можна було б допрацьовувати і після випуску — тобто ранній доступ. Іншими ідеями, закладеними у «Hades» на найперших порах, стали «реграбельність», тобто цікавість гри при повторних проходженнях, і «моментальність» ігрового процесу — так, щоб гравець міг запустити «Hades» в будь-який момент і грати в неї короткими проміжками, не втрачаючи при цьому нитки оповідання. Таким чином студія прийшла до ідеї roguelike-ігри: рішення розробляти «Hades» в цьому жанрі було прийнято і з оглядкою на ігри інших розробників — «Darkest Dungeon», «Slay the Spire» і «Dead Cells»; всі ці ігри використовували схожі геймплейні концепції і були надзвичайно успішні в ранньому доступі. Керівник розробки гри Ґреґ Касавин також згадував як джерело натхнення гру «Gemstone Warrior» (1984), за якої провів багато годин в шкільні роки — вона була примітна вкрай заплутаною картою світу, яку не можна було просто завчити і знати, що буде далі. Supergiant Games воліла використовувати при описі жанру ігри слово roguelike, хоча сам Касавин і зазначав, що відносить її скоріше до підкатегорії roguelite-ігор («простих roguelike») — такі ігри не настільки жорстко карають гравця за помилки і простіші для освоєння. «Hades» включає в себе і елементи, схожі з попередніми іграми студії — битви в ній нагадують бої з «Bastion», система дарів олімпійців — схожу механіку з «Transistor»; за словами Касавина і співзасновника студії Аміра Рао, вони не схильні відкидати хороші ідеї, над якими в свій час працювали із задоволенням, так що повторне використання цих вже відпрацьованих механік було природним. Хоча послідовність кімнат у грі створюється процедурних чином, самі кімнати створювалися розробниками вручну в спеціальному редакторі, де задавалися положення перешкод, пастки і місця появи ворогів. При цьому принципи дизайну рівнів розрізняються в різних середовищах — так, у Тартарі невеликі, оточені стінами кімнати з одним-двома виходами, а в Асфоделі кімнати виглядають як великі архіпелаги з острівців, оточених лавою, і виходів у них може бути два або три.

### Сценарій і сетинг
Розробники обговорювали можливість повторно використовувати для нового проєкту якийсь зі світів, створених для попередніх ігор, але зрештою вирішили звернутися до чогось нового — давньогрецької міфології, теми, яку креативний директор гри Грег Касавин любив з дитинства. У процесі роботи над грою він занурився в античну літературу, читав Діодора Сицилійського, Овідія і Гесіода, а також різні переклади «Іліади» і «Одіссеї». Спочатку планувалося побудувати гру на основі міфу про Мінотавра — її дія мала відбуватися в постійно мінливому лабіринті царя Міноса, та ігровий персонаж повинен був би знайти і вбити Мінотавра, який переховується в центрі лабіринту. Ця ідея добре поєднувалася з геймплеєм roguelike-гри, але написати для неї хороший сюжет з цікавим протагоністом було складно, так що в підсумку лабіринт став підземним царством Аїда. Ім'я «Загрей» Касавин почерпнув зі своїх читань — про цього бога, що ототожнювалися з Діонісом, мало що відомо, що відкривало можливості для літературного вимислу. Введення в оповідання античних богів — мінливих у своїх настроях і часто в конфлікті один з одним — також дозволяло легко інтерпретувати різні сили і різні перешкоди, з якими гравець стикається в грі, як дари і випробування богів.
Жанр roguelike і орієнтація на випуск в ранній доступ з подальшим доопрацюванням вплинула і на структуру сценарію і діалогів. Supergiant Games завжди намагалася будувати гри так, щоб їх сюжети і персонажі викликали сильний емоційний відгук, що залишається з гравцем і після того, як гра пройдена, але перші ігри студії були лінійними історіями, що розгортаються від початку до кінця; Pyre хоча і являла собою експеримент з нелінійним оповіданням, все ж була розрахована лише на одне проходження. «Hades» використовує «телесеріальний» підхід до побудови сюжету, що дозволяє поступово додавати нові сцени і взаємини між персонажами — тут сама перша версія гри в ранньому доступі розглядалася як «пілотний епізод», що лише вводить нових героїв і задає основу оповіді. Сценарій гри свідомо побудований так, щоб гравець не відчував фрустрації при загибелі персонажа і втрати прогресу — елемента, характерного для roguelike-ігор. Повернення в палац Аїда з кожною поразкою пов'язано з розвитком сюжету — інші персонажі захоплюються тим, як далеко Загрею вдалося піти, або глумляться над його черговою смертю; щоразу гравець відкриває нові діалоги, що розповідають більше про персонажів і передісторії подій. Студія вирішила не вводити жодних механізмів, явно змушують гравців повертатися в гру — наприклад, нагород за щоденний запуск; джерелом мотивації для гравця запускати «Hades» знову і знову повинна була бути внутрішня цінність гри — бажання побачити нові діалоги між персонажами і нові комбінації здібностей.

### Озвучення та музика
«Hades» стала першою грою студії, в якій була озвучена кожна репліка — всього понад 20 тисяч рядків діалогів. Ці діалоги і сцени вводяться в гру нелінійним чином, виходячи з безлічі пов'язаних одна з одною подій, які потенційно можуть статися з героєм. Загрея озвучив композитор студії Даррен Корб — хоча на цю роль пробувалися і професійні актори, Касавин порахував, що Корб ідеально увійшов в роль. Корб, будучи уродженцем Каліфорнії, озвучував Загрея з британським акцентом; основним джерелом натхнення для нього стала гра Тома Гіддлстона в ролі Локі в кінематографічному всесвіті Marvel. Інші актори, що озвучували богів-олімпійців, також використовували британський акцент — творці гри порахували, що така вимова краще підходить для міфологічного всесвіту гри, «зразка „Володаря перснів“» і в наслідування старому голлівудському кінематографу, де грецьких богів актори грали з британськими акцентами. При цьому мешканці підземного царства мертвих використовують американську вимову — така різниця краще підкреслювала контраст між двома групами персонажів.
При озвучуванні Касавин і актори приділяли особливу увагу різноманітності голосів і відповідності голосу з характером персонажа: так, актриса Авалон Пенроуз озвучувала фурію-«домінатрикс» Мегеру навмисно хрипким голосом, нижчим і більш горловим, ніж її природний голос; Куртні Вайніс, дала голос Дузі (Горгоні Медузі) і Афродіті, постаралася зробити їх як можна більш різними: якщо Дуза замислювалася як милий і пустотливий персонаж — зразок персонажів, яких Вайніс озвучувала в попередніх іграх студії — то Афродіта, навпаки, повинна була звучати інакше, мелодійно і солодко, відображаючи іншу сторону чуттєвості, ніж у Мегери — «[голос] яскравий і високий, немов гобой, на якому грає досвідчений музикант».
Корб, що написав музику для всіх попередніх ігор студії, написав і саундтрек для «Hades» і виконав у ньому вокальну партію для чоловічого голосу. Як і в роботі над музикою до «Transistor», він використав як джерело натхнення музику гурту Radiohead: пісні у виконанні Lament of Orpheus він наслідував фальцету Тома Йорка, вважаючи, що саме така пісня Орфея і могла б зворушити олімпійських богів до сліз. Корб і співачка Ешлі Баррет записали два треки з камерним оркестром в знаменитій студії «Еббі-Роуд» в Лондоні — місці, де колись-то записувалися The Beatles.

### Epic Games Store і The Game Awards
Бувши невеликою студією — близько 20 співробітників — Supergiant Games не могла дозволити собі підтримувати розробку гри по моделі раннього доступу для великої кількості версій і платформ, тому було ухвалено рішення спочатку обмежитися тільки однією платформою. У процесі розробки студія вступила в переговори з компанією Epic Games — та мала намір запустити свій власний сервіс цифрової дистрибуції Epic Games Store. Supergiant Games вважала його підходящим майданчиком для «Hades» — творці Epic Games Store заявляли однією зі своїх цілей інтеграцію зі стримінговими сервісами і YouTube і підтримку творців відеоконтенту, а «Hades», за словами Грега Касавина, замислювалася саме як гра, за якої спостерігати має бути так само цікаво, як і грати в неї". Supergiant Games припускала, що на завершення «Hades» піде близько трьох років, що можна порівняти з часом розробки кожної з попередніх ігор. Щоб реалізувати всі задумані цілі і вкластися в терміни, студія перейшла до коротких місячних циклів розробки, розділеним на фази — якщо в першій з них після оголошення поточних цілей дозволялося робити великі зміни в програмний код, у другій фазі код «закривали», щоб приділити всю увагу доопрацюванню і поліровці.
«Hades» була анонсована на церемонії The Game Awards 2018 6 грудня 2018 року і в цей же день випущена в ранній доступ через сервіс цифрової дистрибуції Epic Games Store. Сам Epic Games Store був анонсований на тій же самій церемонії і запущений в той же самий день, і «Hades» стала в цьому сервісі однією з перших сторонніх ігор, розроблених ким-небудь ще, крім Epic Games, і одним з найпомітніших продуктів, що продаються через Epic Games Store — ні в якому іншому сервісі її купити було не можна. Одночасний вихід «Hades», запуск Epic Games Store і їх анонсування в рамках церемонії були скоординовані заздалегідь; за словами Джеффа Кілі, ведучого та організатора The Game Awards, керівники Supergiant Games Амір Рав і Грег Касавин самі звернулися до нього на конференції D. I. C. E. Summit в лютому 2018 з приводу «Hades». Сама розробка гри на цьому етапі будувалася з розрахунком саме на анонсування через The Game Awards і негайний вихід в ранній доступ — Кілі як організатор церемонії навіть відвідував студію розробників на початку літа 2018 року і знайомився з попередньою версією гри. Договір про випуск в Epic Games Store був підписаний пізніше — ця угода ще не мала місця на момент лютневих переговорів про анонс через The Game Awards. Протягом року «Hades» залишалася ексклюзивом Epic Games Store; лише 10 грудня 2019 року гра вийшла на популярномішу сервісі Steam.

### Ранній доступ
У дворічний період, поки гра перебувала в ранньому доступі, розробники з великою увагою ставилися до численних відгуків і зауважень гравців; вони підтримували сервер в Olympus спеціально для відгуків, безліч разів перепроходили гру самі, дивилися проходження стримерів, а також використовували великі дані про проходження, які збирала сама гра — наприклад, про те, з якою зброєю гравці проходять гру в перший раз, або на якому місці гри гравці часто «застряють». Оновлення та зміни робилися з урахуванням всіх цих даних; Supergiant Games намагалася додавати в кожне велике оновлення новий значущий для гравців контент — наприклад, нові дари олімпійців. Відгуки гравців впливали і на розробку — нові механіки, що сподобалися гравцям, як, наприклад, «аспекти», закріплювалися і робилися більш значущими, нова зброя, як боксерські рукавички Мальфон або рейкотрон Ексагриф, відображала різні улюблені гравцями стилі проходження. Певною мірою відгуки вплинули і на сценарій: такі персонажі, як скелет Скеллі або покоївка Дуза (Горгона Медуза), спочатку введені заради жарту, виявилися дуже популярними у гравців і отримали нові сцени і діалоги. Гра залишила ранній доступ 17 вересня 2020 року; повна версія гри — «1.0» — була випущена в той же день і для ігрової приставки Nintendo Switch.

### Подальша підтримка
У листопаді 2023 відбувся анонс виходу «Hades» на iPhone у 2024 році. Гра буде безкоштовною для передплатників Netflix.
У липні 2024 року стала доступною фанатська українська локалізація гри, створена лише двома ентузіастами.

## Відгуки, продажі та нагороди
| Агрегатор  | Оцінка                                        |
| ---------- | --------------------------------------------- |
| Metacritic | NS: 93/100 PC: 93/100 PS5: 93/100 XSX: 93/100 |

| Видання               | Оцінка    |
| --------------------- | --------- |
| Edge                  | 9/10      |
| Eurogamer             | Essential |
| Famitsu               | 38/40     |
| Game Informer         | 8.5/10    |
| GameSpot              | 9/10      |
| IGN                   | 9/10      |
| Jeuxvideo.com         | 18/20     |
| Nintendo Life         | [ 32 ]    |
| Nintendo World Report | 10/10     |
| PC Gamer (США)        | 90/100    |
| The Guardian          | [ 35 ]    |

Гру високо оцінили критики. Згідно p агрегатором рецензій Metacritic, середня оцінка «Hades» на персональному комп'ютері складає 92 з 100 на основі 52 рецензій, а на Nintendo Switch — 93 зі 100 на основі 43 рецензій.
Нік Лаймон з IGN поставив грі оцінку 9/10, зазначивши, що гра комбінує елементи безлічі різних жанрів, використовуючи їх сильні сторони і змушуючи їх доповнювати один одного, створюючи несподівані поєднання. Джоді Макгрегор з PC Gamer поставив грі оцінку 90 з 100, особливо відзначивши бойову систему, протиставивши її попереднім іграм Supergiant Games, в яких бойова система була слабкою стороною. Суріель Васкес з GameSpot поставив грі 9 балів з 10, позитивно оцінивши бойову систему і опрацювання сюжетних ліній, однак зазначивши, що текст на маленькому екрані Nintendo Switch складно сприймати. Джордан Девор з Destructoid оцінив гру в 9 балів з 10 і назвав її найкращим творінням Supergiant Games.
«Hades» була номінована на церемонії нагородження The Game Awards 2020 у восьми категоріях, включаючи «Гра року», поступившись за кількістю номінацій лише The Last of Us Part II. Гра стала переможницею в категоріях «Кращий екшн» і «Краща незалежна гра» даної церемонії. «Hades» назвали кращою грою 2020 року такі видання, як Time, The Washington Post, Paste, Slant Magazine і Mashable.
Гра досягнула успіху. За майже два роки, поки вона перебувала в ранньому доступі, було продано сімсот тисяч копій. Протягом перших трьох днів після офіційного випуску було продано ще триста тисяч копій «Hades», так що загальні продажі гри перевищили мільйон.